# 와동초등학교 (경기)
와동초등학교는 대한민국 경기도 안산시에 있는 공립 초등학교이다.

## 학교 연혁
- 1995년 6월 1일: 개교
- 2025년 6월 1일: 개교 30주년

## 참고 자료
- 와동초등학교 - 한국교육학술정보원 학교알리미